# Happiness (徳永英明の曲)
「happiness」（ハピネス）は、2006年10月4日に発売された德永英明の38枚目のシングル。

## 概要
前作「雪の華」から僅か2か月で発売。
2006年、德永英明はデビュー20周年記念の年に於いてキャリア初となる1年で4枚のシングルを発売した。
本作がその4番目に当たる。
『SINGLES BEST』にて初収録。

## タイアップ
「happiness」：映画『旅の贈りもの 0:00発』挿入歌、TBS系『2時っチャオ!』エンディングテーマ。

## チャート成績
19枚目のシングル『永遠の果てに』以来約12年ぶりのトップ10入りを果たした。
nobodyknows+が保持していたオリコンウィークリーチャート10位の歴代最低売上記録を1年振りに更新。

## 収録曲
全作曲：德永英明　編曲：坂本昌之
1. happiness (4:36)
  - 作詞：MIZUE
2. やさしいね (5:05)
  - 作詞：山田ひろし
3. happiness（instrumental） (4:35)
4. やさしいね（instrumental） (5:05)